# Wata al-Mousseitbeh
Wata al-Mousseitbeh est un secteur du centre-ville de Beyrouth, la capitale du Liban. Ce quartier (secteur 48) est peuplé majoritairement de Druzes.

## Politique
C'est un fief électoral du parti socialiste progressiste/parti communiste libanais en particulier. Les bureaux du parti socialiste progressiste y sont basés.  Le député de ce quartier est Ghazi Aridi élu à 67 % des voix.